# Kincskereső kisködmön (film)
A Kincskereső kisködmön 1972-ben készült, 1973-ban bemutatott magyar film, amely Móra Ferenc azonos című regénye alapján készült. Az élőszereplős játékfilm rendezője Szemes Mihály. A forgatókönyvet Szemes Marianne írta, a zenéjét Jeney Zoltán szerezte. A mozifilmet a Mafilm gyártásában készült, a MOKÉP forgalmazásában jelent meg. Műfaja kalandos filmdráma.
Magyarországon 1973. április 19-én mutatták be a mozikban.

## Szereplők
- Szűcs Ferkó – Szűcs Gábor
- Küsmödi – Bihari József
- Bicebóca – Gruber István
- Szűcs Márton – Haumann Péter
- Szűcsné – Medgyesi Mária
- Bordács – Pongrácz Imre
- Messzi Gyurka – Szirtes Ádám
- Mari néni – Fónay Márta
- Vak Mari – Gobbi Hilda
- Bordácsné – Vargha Irén
- Bányamentő – Ambrus András
- Körtemuzsika árus – Gera Zoltán
- Tanító – ifj. Kőmíves Sándor
- Kálmán bácsi, bányász – Kránitz Lajos
- Doktor – Némethy Ferenc
- Csorbóka úr – Paál László
- Vattacukor árus – Verebély Iván

További szereplők: Hegedűs Erzsi, Szili István, Ujlaki Dénes

## Televíziós megjelenések
MTV-1 / M1, Duna TV, TV2, M2